# Юліус Шмідт (льотчик)
Ю́ліус Шмідт (нім. Julius Schmidt; ? — 2 липня 1944) — німецький льотчик-ас, лейтенант Саксонської армії.

## Біографія
Учасник Першої світової війни. Після служби в 4-й винищувальній ескадрі, де здобув одну перемогу, Юліус Шмідт у квітні 1917 року увійшов до складу 3-ї винищувальної ескадрильї, де довів рахунок своїх перемог до 15. Під час бою 14 вересня 1917 року між 3-ю винищувальною ескадрильєю та 56-ю ескадрильєю лейтенант Артур Ріс-Девідс був підбитий і здійснив вимушену посадку, ймовірно, від черг Шмідта. Карл Менкгофф, який також брав участь у цьому «собачому звалищі», збив іншого пілота з 56-ї ескадрильї, але його перемога була йому зарахована. Через 10 днів і сам Шмідт був збитий з важким пораненням у бою проти ланки Camel з 70-ї ескадрильї.
Після одужання 9 вересня 1918 року його перевели в 6-ту винищувальну ескадрилью, яка була центральною частиною підготовки поповнень саксонських авіачастин, але свій рахунок у її складі він так і не поповнив.
Всього за час бойових дій здобув 15 перемог, ще 3 перемоги залишились непідтвердженими.

## Нагороди
- Залізний хрест 2-го і 1-го класу
- Нагрудний знак військового пілота
- Орден Альберта (Саксонія), лицарський хрест 2-го класу з мечами (грудень 1916)
- Військовий орден Святого Генріха, лицарський хрест (11 листопада 1917)
- Королівський орден дому Гогенцоллернів, лицарський хрест з мечами